# Martin Čechman
Martin Čechman (Ostrov, 20 oktober 1998) is een Tsjechisch baanwielrenner.
Als junior won Čechman in 2016 de keirin en de sprint op het Europees kampioenschap en behaalde hij een tweede plaats op het Wereldkampioenschap keirin.
In 2020 werd hij met de Tsjechische ploeg tweede op de teamsprint tijdens de Europese kampioenschappen baanwielrennen in Plovdiv.

## Palmares

### Baanwielrennen
| Jaar     | TK                                       | EK                  | WK       | Overig   |
| junioren | junioren                                 | junioren            | junioren | junioren |
| -------- | ---------------------------------------- | ------------------- | -------- | -------- |
| 2016     | keirin, 1km tijdrit · sprint, teamsprint | keirin · sprint     | keirin   |          |
| Beloften |                                          |                     |          |          |
| 2018     |                                          | sprint · keirin     |          |          |
| 2019     |                                          |                     |          |          |
| 2020     |                                          | sprint · teamsprint |          |          |
| Elite    |                                          |                     |          |          |
| 2017     | keirin, sprint                           |                     |          |          |
| 2018     | sprint                                   |                     |          |          |
| 2019     | teamsprint, keirin · sprint              |                     |          |          |
| 2020     | keirin, teamsprint · sprint              | teamsprint          |          |          |